# Blevio
Blevio là một đô thị ở tỉnh Como trong vùng Lombardia, có cự ly khoảng 40 km về phía bắc của Milano và khoảng 2 km về phía đông bắc của Como. Tại thời điểm ngày 31 tháng 12 năm 2004, đô thị này có dân số 1.276 người và diện tích là 5,9 km².
Blevio giáp các đô thị: Brunate, Cernobbio, Como, Moltrasio, Torno.